# Předboř (Maleč)
Předboř (německy Pschedborsch) je malá vesnice, část obce Maleč v okrese Havlíčkův Brod v Kraji Vysočina. Nachází se asi 2,5 km na východ od Malče. V roce 2009 zde bylo evidováno 28 adres. Osadou protéká Blatnický potok, který je pravostranným přítokem řeky Doubravy.
Předboř leží v katastrálním území Předboř u Malče o rozloze 3,06 km².
Severovýchodně od vesnice leží přírodní rezervace Spálava.